# Kotków (powiat łęczycki)
Kotków – wieś w Polsce położona w województwie łódzkim, w powiecie łęczyckim, w gminie Grabów.
| SIMC    | Nazwa          | Rodzaj    |
| ------- | -------------- | --------- |
| 0284138 | Kotków-Parcele | część wsi |
| 0284150 | Wymysłów       | część wsi |

Wieś szlachecka Kotkowo położona była w drugiej połowie XVI wieku w powiecie łęczyckim województwa łęczyckiego. W latach 1975–1998 miejscowość należała administracyjnie do województwa konińskiego.
Wierni Kościoła rzymskokatolickiego należą do parafii św. Mateusza Apostoła i św. Rocha w Starej Sobótce, a wierni Kościoła Starokatolickiego Mariawitów do parafii św. Mateusza Apostoła i Ewangelisty i św. Rocha Wyznawcy w Nowej Sobótce. 
We wsi urodził się Feliks Karpiński ps. „Korab”, hubalczyk.
W 2011 roku wieś zamieszkiwały 193 osoby. 